# Prospectus
Een prospectus is een wettelijk vereist document, veelal juridisch van aard, bij een emissie van financiële producten, zoals aandelen, obligaties, beleggingsfondsen et cetera. De Latijnse vorm van het woord, dat in feite als Neolatijn overgenomen is uit het Frans, le prospectus, doet vermoeden dat het mannelijk is en dus het correcte lidwoord "de" prospectus zou moeten zijn. Maar de constructie als het onzijdige "het prospectus" is om onzekere redenen al in de negentiende eeuw gebruikelijk geworden. Beide lidwoorden worden nu als correct beschouwd.
In het prospectus staan de voorwaarden van de emissie vermeld. Enkel op basis van een prospectus kan een verantwoorde beleggingsbeslissing worden genomen. Een productbrochure schiet hiervoor ernstig te kort. Ook een essentiële-informatiedocument (Eid) kan niet voor een beleggingsbeslissing worden gebruikt. Echter, een prospectus kan volgens de Van Dale in algemenere zin ook simpelweg gelden als een aankondiging of beschrijving van een aankomend(e) project/onderneming.
Het prospectus verschaft informatie over:
- de onderneming
  - de organisatiestructuur
  - de historie
  - het bestuur
  - aansprakelijkheid
  - financiële gegevens
  - operationele activiteiten
- het product
  - de emissievoorwaarden
  - productomschrijving
  - toepasbaar recht
  - de beursnotering
  - verhandelbaarheid
  - het rendement
  - de risico's
  - de kosten
  - fiscale aspecten
  - het toezicht

Zonder het gebruik van een goedgekeurd prospectus is het in Nederland verboden om effecten aan te bieden. Dit is bepaald in EU verordening 2017/1129 (prospectusverordening) en artikel 5:2 van Wet op het financieel toezicht. Een instelling die effecten wil aanbieden zal dus allereerst een prospectus moeten opstellen. Vervolgens moet dit prospectus goedgekeurd worden door de Autoriteit Financiële Markten (AFM). Het prospectus wordt daarbij getoetst op de volgende eisen:
- volledigheid
- begrijpelijkheid
- consistentie

Daarnaast kan de AFM aanvullende informatie opeisen van de instelling voordat zij het prospectus goedkeurt. 
Een uitzondering op deze regeling vormen opties en futures. Dezen hoeven alleen bij de AFM gedeponeerd te worden waarbij goedkeuring niet is vereist.
Bij een aanbieding met een waarde van in totaal minder dan €5 miljoen geldt niet de prospectusplicht (€5 miljoen-vrijstelling), maar zo'n aanbieding moet wel vooraf worden gemeld bij de AFM. Ook is de aanbieder verplicht gegevens te verstrekken aan de beleggers door middel van een informatiedocument. Dit document is niet onderworpen aan voorafgaande goedkeuring door de AFM.